# SF 만화
SF 만화는 SF (장르)를 테마로 한 만화를 가리킨다. 미국에서는 1930년대 초 신문에 연재되는 형태로 시작되었다. 그 후 전 세계로 퍼져나갔지만, 미국과 일본에서 특히 활발하다.